# Kanton Hyères
Der Kanton Hyères ist seit 1790 ein französischer Wahlkreis im Arrondissement Toulon, im Département Var und in der Region Provence-Alpes-Côte d’Azur. Er besteht aus einem Großteil der Stadt Hyères mit insgesamt 47.432 Einwohnern (Stand: 2022).